# Kirche der Schmerzensreichen Mutter Gottes (Prag)
Die Kirche der Schmerzensreichen Mutter Gottes (Kostel Panny Marie u Alžbětinek) ist eine Kirche in Prag, Tschechien. Sie liegt in der Straße Na Slupi 6 in der Prager Neustadt und gehört zum Kloster und Krankenhaus des Elisabethinerinnen-Ordens.

## Geschichte
Der einfache Zentralbarockbau wurde von 1724 bis 1731 beim Kloster und dem Krankenhaus der Elisabetinerinnen (Klášter a špitál P. Marie u Alžbětinek) nach Entwürfen von Kilian Ignaz Dientzenhofer gebaut, nachdem Kaspar von Questenberg, Abt des Klosters Strahov, das Elisabethenstift gründen ließ.
Die St.-Thekla-Kapelle fügte ein unbekannter Architekt zwischen 1760 und 1762 nördlich an die Kirche an, die Wandmalereien dort stammen von Josef Kracke (1762). Im Klostergarten steht die St.-Barbara-Kapelle aus dem Jahr 1767. Über dem Kirchenportal finden sich zwei steinerne Wappen der Stifterin Margarete Valdštejn-Černín. Das Kircheninnere ist reich mit Schnitzereien ausgeschmückt. Der Hauptaltar zeigt ein Bild von Schmerzensreichen Jungfrau Maria (Pietà) von Siard Nosecký.
1930 bis 1938 wurde die Kirche modern eingerichtet. Die Kirche befindet sich heute in der Obhut der Elisabethinerinnen. Im Winter diente sie in den vergangenen Jahren der Deutschsprachigen Katholischen Gemeinde Prag als Kirche für die Sonntagsmesse, da sie beheizbar ist. Touristen steht die Kirche zu den Gottesdienstzeiten offen.

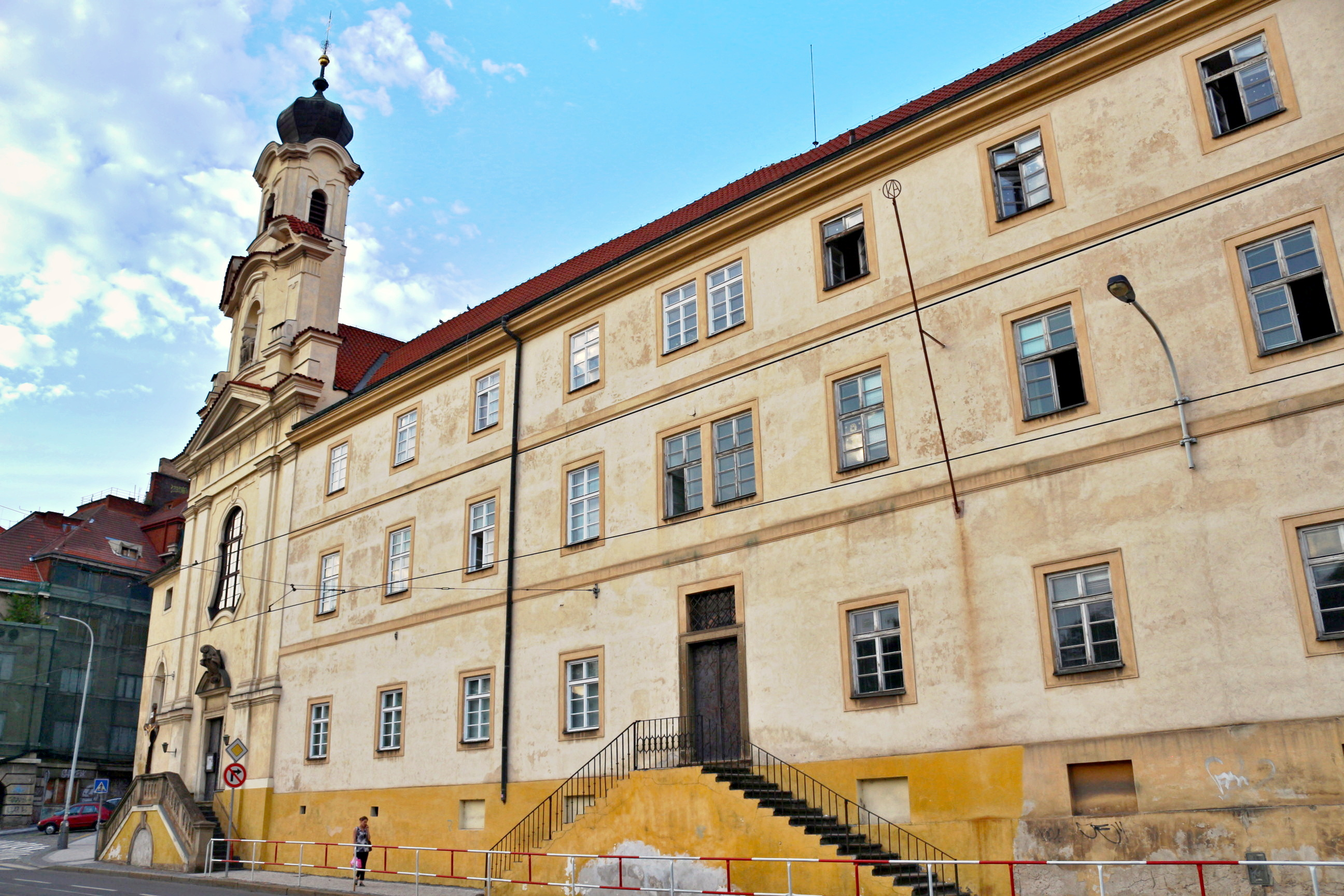
Kirche der Schmerzensreichen Mutter Gottes
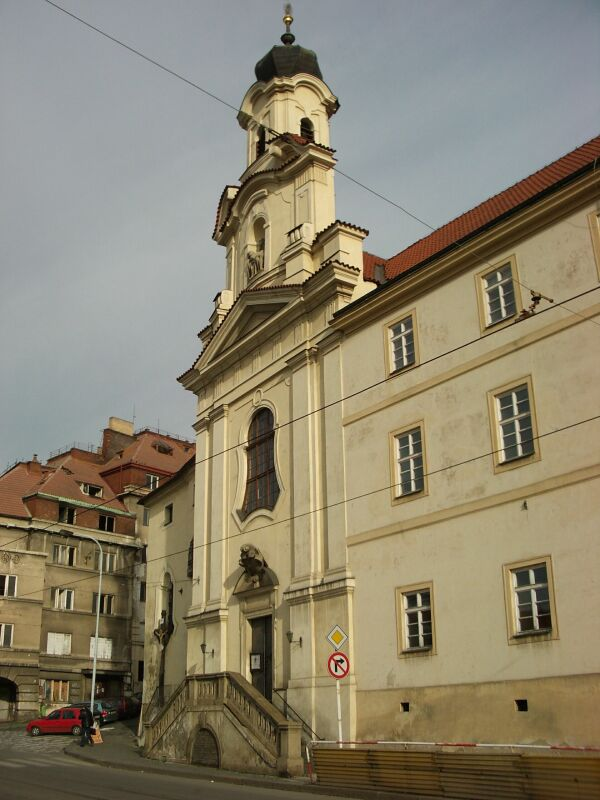
Front der Marienkirche
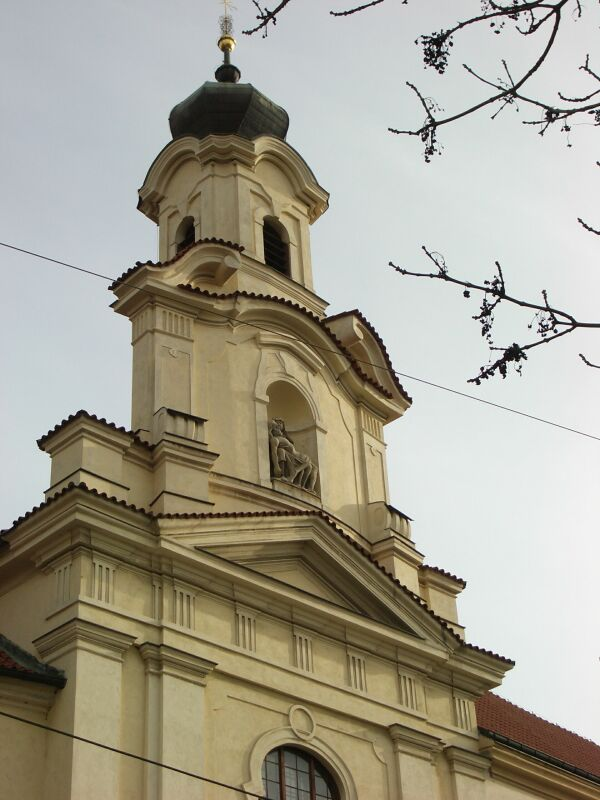
Giebel mit Pietà
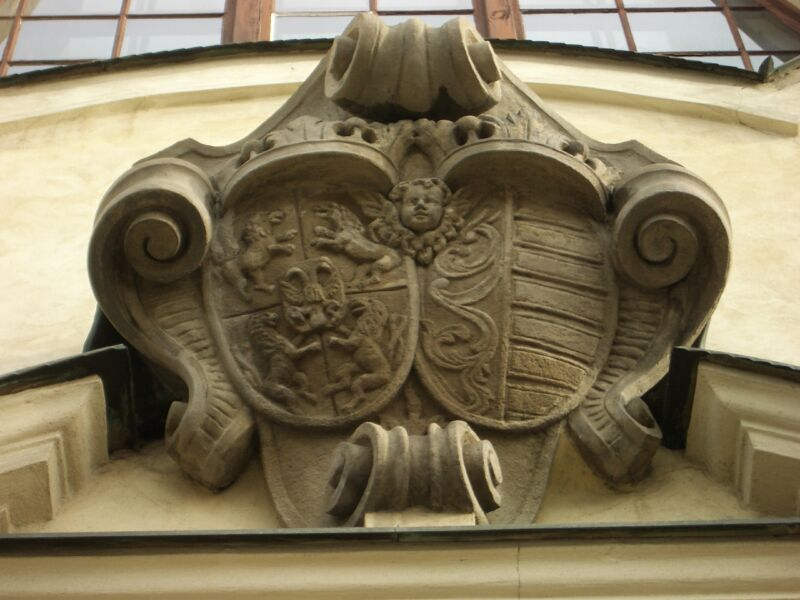
Wappen der Gründerin